# As Horas Vulgares
As Horas Vulgares é um longa-metragem de ficção, roteirizado e dirigido por Rodrigo de Oliveira e Vitor Graize. É uma adaptação do livro Reino dos Medas, de Reinaldo Santos Neves, com algumas adaptações. Foi filmado em preto-e-branco em Vitória, a capital do Espírito Santo, em 2011. Amantes Constantes, filme dirigido por Philippe Garrel, serviu de referência para o longa. A trilha sonora foi composta por Fabiano Araújo e é composta majoritariamente por músicas do gênero jazz.
O filme, que contou com recursos do Fundo de Cultura do Espírito Santo, teve sua primeira exibição em outubro de 2011, na mesma cidade em que foi rodado. Em seguida, foi exibido em diversos festivais de cinema e tem estreia no circuito comercial brasileiro prevista para 2 de agosto de 2013. Recebeu críticas, em sua maioria, positivas, principalmente por se diferenciar dos filmes lançados na época no país.

## Sinopse
No início da década de 2000, Lauro (João Gabriel Vasconcellos) é um pintor, casado com Erika (Julia Lund), que está em meio a uma crise existencial e acabou de sair de um período turbulento, acreditando ter encontrado uma solução. Numa noite, ele reencontra Théo (Rômulo Braga), seu melhor amigo, que a muito não o via, em Vitória, capital do Espírito. Eles começam a descobrir mais sobre a cidade, pois não tem nada planejado para fazer na segunda-feira e passam a se lembrar de noites passadas, como quando Clara (Thais Simonassi) foi embora da cidade. Na companhia de velhos conhecidos, como Júlia (Sara Antunes), Fra (Higor Campagnaro), Gil (Murilo Abreu) e Negro (Raphael Sil), ou recém-apresentados, como Ana (Tayana Dantas), que encontram pela cidade, bebidas e jazz, os amigos confrontam a realidade e o desencanto. Após suas conversas, Lauro decide que esse será seu último dia de vida.

## Elenco
- João Gabriel Vasconcellos — Lauro[1]
- Rômulo Braga — Théo[1]
- Tayana Dantas — Ana[5]
- Higor Campagnaro — Fra[4]
- Thaís Simonassi — Clara[6]
- Erik Martincues[1]
- Sara Antunes — Júlia[3]
- Julia Lund — Erika[3]
- Raphael Sil — Negro[3]
- Abner Nunes — Eric[1]
- Murilo Abreu — Gil[1]

## Produção
A produção do filme recebeu recursos do Fundo de Cultura do Espírito Santo por meio do "Edital 010/2009 - Prêmio à produção de longa-metragem para mídia digital", da Secretaria de Estado da Cultura do Espírito Santo.

### Roteiro
O roteiro é baseado no livro Reino dos Medas, romance de Reinaldo Santos Neves, publicado em 1971, porém "agora ambientado em outra época, no início dos anos 2000, e enriquecido por ações que o livro apenas citava de passagem, mas sobre a qual nos debruçamos com mais atenção; e acrescido também de sensações conquistadas a partir do trabalho com os atores", de acordo com Vitor Graize. Mesmo atrelado ao livro, Rodrigo de Oliveira disse que "[o] processo de escritura do roteiro foi sempre bastante livre" e que eles mudaram algumas coisas do livro, como por exemplo retiraram a morte de Lauro do começo e os flashbacks iniciais, acrescentando no lugar a despedida de Clara, uma personagem que não existe na obra original. Ele mencionou que os atores nunca leram a obra de Reinaldo, então o roteiro "foi escrito de modo a poder responder todas as dúvidas."
Rodrigo de Oliveira afirmou que As Horas Vulgares "é um filme de Vitória, no sentido que o destino íntimo dele está irremediavelmente atado ao destino da cidade e das pessoas que já passaram por ela", notando que todo centro velho é "um lugar preenchido por tragédias anteriores à nossa existência." O filme aborda "[a] ideia de que as cidades têm um prazo de validade", segundo o diretor, que acrescentou que "[q]uando os personagens de As Horas Vulgares começam a procurar o exílio, não é da Vitória oficial que eles estão fugindo, mas da Vitória imaginária que inventaram para eles mesmos. É o fracasso de um projeto de amor, e não de um projeto social."

### Escolha e preparação do elenco
Rodrigo de Oliveira disse que viu as atuações de Rômulo Braga na peça Aqueles Dois e no curta O Menino Japonês, de Caetano Gotardo, e que ali "ficou bem claro que este era o nosso cara." Adicionalmente, o diretor disse que Rômulo foi escolhido porquê ele "tem um tipo de gentileza à toda prova que parecia perfeita para o Théo, porque o nosso grande medo sempre foi o de ter um melhor amigo fraco e sem desejos, sobre o qual Lauro reinaria, e não o melhor amigo generoso e apaixonado em que Rômulo o transformou." Rodrigo comento que "sabíamos que sobre Théo recairia uma suspeita que, no fim, deveria ser imputada a nós diretores: 'por que você não salvou Lauro?'. E o modo como o Rômulo defende o personagem me parece muito cuidadoso – há um amor expresso ali, e ele é absoluto, mas há ao mesmo tempo um cansaço, a fadiga desse absoluto, e eles se conjugam conflituosamente, sem vitória aparente de um ou de outro."
Para o papel de Lauro, a equipe desejava alguém que justificasse o amor que Théo sente por ele, "alguém para quem se olhasse uma vez e se pensasse: 'como não amá-lo?'." Rodrigo de Oliveira disse que sabia que o filme em si não conseguiria justificar esse fato, então ele escolheu João, pois "de algum modo eu enxergava isso nos olhos do João Gabriel Vasconcellos no meio de Do Começo ao Fim".
Tayana Dantas conta que conheceu o diretor Vitor Graize durante a entrega do prêmio de Revelação do Cinema no "Omelete Marginal" e, em seguida, ele a adicionou no Orkut. Após trocas de mensagens pela rede social, a atriz se encontrou com a produção para um conversa, onde, após ler o roteiro, fez algumas observações apreciadas por Vitor, que dispensou o teste e a convidou para fazer parte do filme.
A preparação do elenco começou em abril de 2010, com ensaios no Rio de Janeiro e em Vitória. Rodrigo de Oliveira destacou que o processo "foi todo muito intelectual." Ele disse que a falta de experiência no trato com atores não foi problema, uma vez que o trabalho físico e comportamental não foi o mais importante no projeto. Rodrigo declarou que foi mais "um trabalho de entender e valorizar o poder da palavra, porque é isso que os personagens fazem: eles levam a sério o discurso, é esse seu modo de relação com o mundo, isso é o que lhes parece valoroso na vida adulta, a possibilidade de ser personagem, comentador e advogado de acusação da sua própria vida, tudo isso através da palavra." Durante a preparação, a única obra de arte usada como referência que foi mostrada aos atores foi Amantes Constantes, de Philippe Garrel.

### Filmagens
O filme foi gravado no formato 16 milímetros, em preto-e-branco, com locação em Vitória, em lugares que vão desde o centro histórico da cidade ao bairro Ilha das Caieiras, com início em outubro de 2011. O diretor Rodrigo de Oliveira optou por esse formato, pois, segundo ele, o preto-e-branco "desloca toda a atenção do olhar para os volumes, para o movimento dos corpos, para a fisicalidade das coisas, e num filme em que os personagens falam muito e andam muito, isso pareceu ressaltar esse aspecto das formas, da oposição entre o claro e o escuro e como os corpos ressurgem mergulhados nesse ambiente." Ele acrescentou que por retratar o mundo de um artista, "achamos que essa seria uma linguagem mais adequada, de uma sensibilidade maior."
Rodrigo de Oliveira disse que Amantes Constantes serviu de "referência fotográfica" e que a cena do rock no meio da festa de jazz foi "encenado e filmado igual à famosa cena em que toca The Kinks no filme do Garrel." Ele revelou que antes mesmo de um produtor, a primeira pessoa a integrar o elenco foi Lucas Barbi, o diretor de fotografia, que é responsável pela autoria do storyboard. Rodrigo comentou que "filme foi todo decupado meticulosamente [...],  e as discussões sobre a natureza do olhar e sobre a postura da câmera diante daquele universo foram exaustivas." No entanto, ele notou que a realidade do set de filmagem "joga tudo isso para o alto".

### Trilha sonora
A trilha sonora, em sua maioria constituída de jazz, composta por Fabiano Araújo conta com a participação da banda Valvulla, na canção "Supercapixaba". Segundo Rodrigo de Oliveira, a equipe montou o filme "com algumas músicas-guia, e quando veio a trilha sonora final, alguma coisa mudou, não só de sentido, mas literalmente: existiam mais dois planos no fim do filme, ele não se encerrava no close da pintura do Lauro finalmente pronta e entregue à Clara, e quando a música dos créditos finais chegou, ela era tão viciosa, tão terrível naquilo que projetava para o resto da vida daquelas pessoas, que os planos seguintes perderam a função."

## Lançamento e recepção

### Lançamento
O filme foi exibido pela primeira vez ao público em outubro de 2011, em Vitória. Posteriormente, foi selecionado para participar da mostra competitiva Aurora realizada durante a 15ª Mostra de Cinema de Tiradentes, em janeiro de 2012. O longa também foi exibido na 7ª Mostra Produção Independente da ABD Capixaba, na III Semana dos Realizadores, Panorama Internacional Coisa de Cinema, na Bahia, no Festival Lume de Cinema, em São Luís e na Cinemateca Brasileira, em 21 de setembro de 2012. Em 19 de julho de 2013, As Horas Vulgares foi exibido no Cineclub Brazil, em Londres, com legendas em inglês. O filme, que será distribuído pela Petrini Filmes, tem estreia prevista para 2 de agosto de 2013, em 17 cidades do Brasil.

### Recepção crítica
Escrevendo para a revista Cinética, Juliano Gomes comentou que "[u]m mérito claro aqui é o de nos dar essa sensação de estar à mercê desse jogo de desaparecimentos sem anúncio. E se nos tornamos um deles, é porque podemos em sua presença fazer uma relação, nos projetarmos ali e assim criar vínculo e espaço comum. É um film esobre [sic] estar junto e sobre uma espécie de drama que assombra essa situação que passa de espacial para algo espiritual - no sentido que há um vínculo imaterial, que paira sobre todos ali." O crítico afirmou que o filme "opta por uma espécie de artificialidade que resulta potente em relação à colocação dos corpos na imagem, mas relativamente inócua como opção de interpretação, pois falta àqueles fantasmas, contraditoriamente, algo que pulse, algum vestígio real desse estado que os acomete – algo ainda mais agravado pelos limites do protagonista Lauro". Em contrapartida, ele elogiou Théo que "quase sempre consegue dar conta de causar uma forte impressão física na imagem e dar densidade ao pequenos conflitos que se desenham."
Luiz Carlos Merten, do jornal O Estado de S. Paulo disse que o filme "tem ecos de Estrada para Ythaca, do coletivo Pretti-Parente, mas é, senão propriamente original, único." Ele notou descreveu As Horas Vulgares como um "filme sobre amizade viril, que comporta certa tensão homossexual, a crônica de uma morte anunciada." O crítico finalizou dizendo que "As Horas Vulgares é um belo trabalho. Tem o seu tempo, às vezes lento. Toca, como o cinema sabe fazer, em temas profundos, que remetem, como se diz, à essência do ser."